# Cornelis Apostool
Cornelis Apostool, né le 6 août 1762 à Amsterdam et mort le 10 février 1844 dans la même ville est un peintre, graveur, diplomate et directeur de musée néerlandais du musée royal d’Amsterdam, devenu le Rijksmuseum.

## Biographie
Le père de Cornelis Apostool est Jan Apostool, marchand de peaux d'animaux et de fèves de cacao, et sa mère est Cornelia de Witte. Il est le onzième de douze enfants. Il est élève à Delft, où il apprend le français, puis apprenti à Rotterdam chez un marchand d'or et d'argent. En 1786 il est élève du peintre Hendrik Meijer, avec qui  il va en Angleterre. Il s'établit comme graveur d'aquatintes et dessinateur. À partir de 1793, il est, à Londres, commissaire général du commerce.  De retour à Amsterdam en 1796, il est le dessinateur à l'agence de police et de gestion de l'eau. En 1802, il est chargé d'une mission diplomatique à Londres en qualité de commissaire général des relations commerciales. fut de nouveau envoyé à Londres pour libérer des navires Bataaf enchaînés.
À la création du musée royal d'Amsterdam le roi Louis Ier Cornelis Apostool fut nommé conservateur. Il est confirmé dans son poste par Guillaume Ier en septembre 1814.  Il reste en fonction jusqu'à sa mort en 1844.

## Œuvres

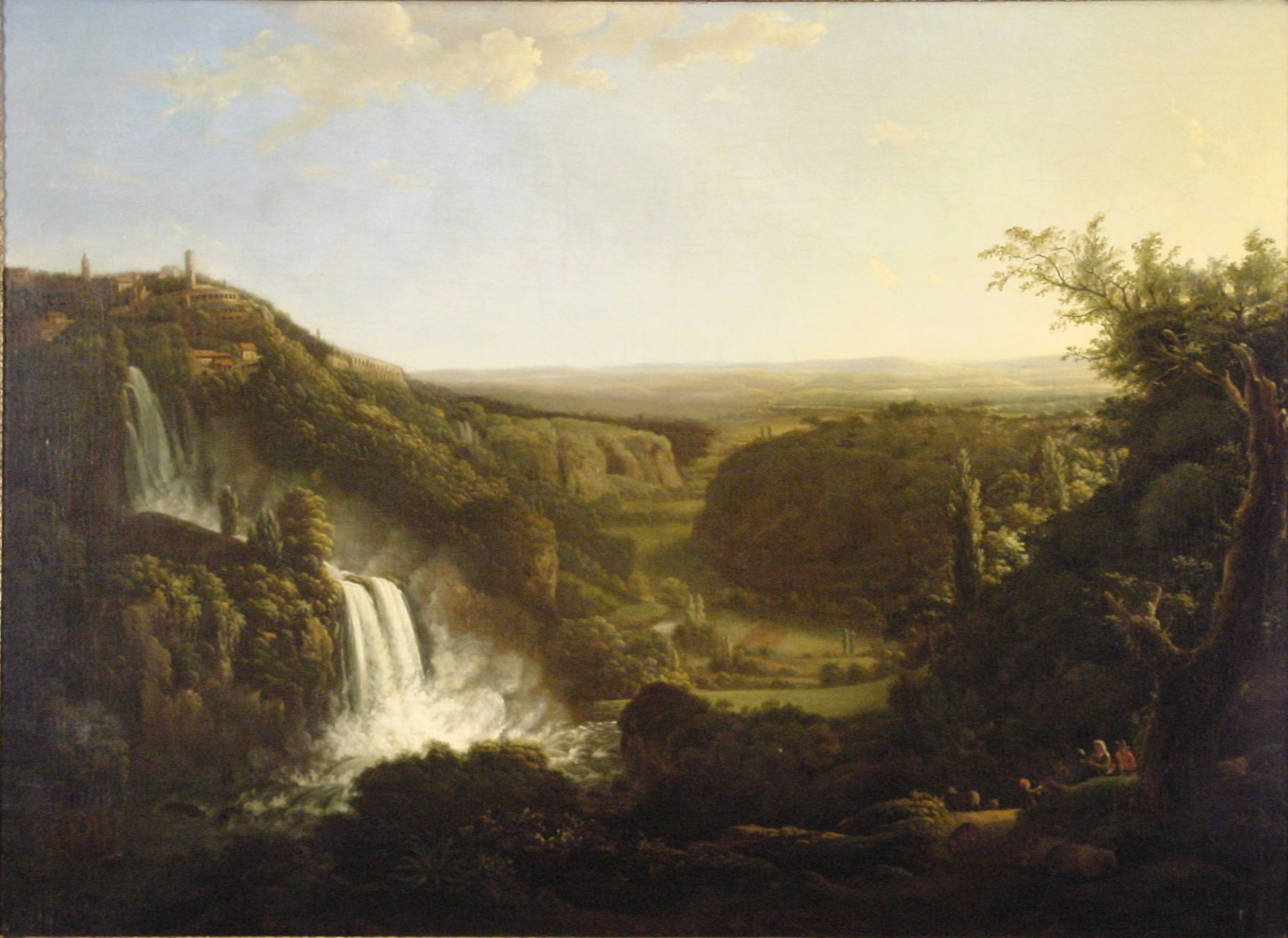
Paysage italien avec une cascade, aux environs de Tivoli.

- Portrait de Lavinia Feuton, duchesse de Bolton, d’après William Hogarth.
- Carte et 10 planches, gravures à l’aquatinte d’après Beaumont et Meyer in Travel throughtn the Rhaetian Alps.
- Paysage avec chevaux, d’après Barrett
- Les arènes de Nimes, (gravure dans l'uvrage Nîmes antique de Dominique Darde)
- Vue du château et d'une partie de la ville du Caire